# Honey Lemon Soda
Honey Lemon Soda (яп. ハニーレモンソーダ Хани: рэмон со:да, «Медовый лимонад») — японская манга, написанная и проиллюстрированная Маю Муратой. С декабря 2015 года публикуется в журнале Ribon, по состоянию на декабрь 2024 года её главы были собраны в 27 танкобонов. В июле 2021 года был выпущен игровой фильм, а в январе 2025 года на канале Fuji TV +Ultra состоялась премьера аниме-телесериала, созданного TMS Entertainment и анимированного J.C.Staff.
К июлю 2024 года тираж манги превысил 13 миллионов экземпляров.

## Синопсис
Тихая и застенчивая Ука Исимори получила прозвище «камень» ещё со времён средней школы. Поступив в старшую школу «Хатимицу», она знакомится с мальчиком по имени Кай Миура, внешность и характер которого напоминают ей лимонад. По мере того как они знакомятся друг с другом, дружба Уки с Каем вдохновляют её стать более уверенной в себе, завести больше друзей в школе. Позже она понимает, что влюбилась в него.

## Персонажи
Ука Исимори (яп. 石森 羽花 Исимори Ука)
Сэйю: Кана Итиносэ
Актриса: Аи Ёсикава
Кай Миура (яп. 三浦 界 Миура Кай)
Сэйю: Сёго Яно
Актёр: Рауль
Сэрина Канно (яп. 菅野 芹奈 Канно Сэрина)
Сэйю: Риэ Такахаси
Актриса: Маю Хотта
Аюми Эндо (яп. 遠藤 あゆみ Эндо: Аюми)
Сэйю: Мияри Нэмото
Актриса: Нацуми Окамото
Томоя Такаминэ (яп. 高嶺 友哉 Такаминэ Томоя)
Сэйю: Сюнъити Токи
Актёр: Тацуоми Хамада
Сатору Сэто (яп. 瀬戸 悟 Сэто Сатору)
Сэйю: Таку Ясиро
Актёр: Рёта Бандо

## Медиа

### Манга
28 декабря 2015 года манга Honey Lemon Soda, написанная и проиллюстрированная Маю Муратой, начала публиковаться в журнале Ribon. По состоянию на декабрь 2024 года было выпущено 27 танкобонов.
В июле 2022 года издательство Yen Press объявило о лицензировании манги для публикации на английском языке.

### Игровой фильм
В сентябре 2020 года было объявлено, что манга будет экранизирована, в главных ролях — участник айдол группы «Snow Man» Рауль в роли Кая Миуры и Аи Ёсикава в роли Уки Исимори. Режиссёром фильма выступил Кодзи Синтоку, сценаристом — Нами Киккава. Премьера фильма состоялась в Японии 9 июля 2021 года.

### Аниме
Об адаптации манги в формат аниме-телесериала было объявлено 1 марта 2024 года. Продюсером аниме стала студия TMS Entertainment, анимацией занималась J.C.Staff. Режиссёром аниме стал Хироси Нисикиори, сценаристом — Акико Ваба, композитором — Акира Косэмура, а Айми Танака занималась созданием персонажей. Премьера состоялась 9 января 2025 года в программном блоке Fuji TV +Ultra. Сериал транслировался компанией Crunchyroll. Компания Plus Media Networks Asia лицензировала сериал в Юго-Восточной Азии и транслировала его на канале Aniplus Asia.

## Награды
В 2021 году манга была номинирована на премию манги Коданся в категории «Сёдзё». В том же году она заняла 40-е место в списке «Книг года» по версии журнала Da Vinci.